# Лежайский повет
Лежайский повет (пол. Powiat leżajski) — повет (район) в Польше, входит как административная единица в Подкарпатское воеводство. Центр повета — город Лежайск. Занимает площадь 583,01 км². Население — 69 716 человек (на 30 июня 2015 года).

## Административное деление
- города: Лежайск, Нова-Сажина
- городские гмины: Лежайск
- городско-сельские гмины: Гмина Нова-Сажина
- сельские гмины: Гмина Гродзиско-Дольне, Гмина Курылувка, Гмина Лежайск

## Демография
Население повета дано на 30 июня 2015 года.
| Перепись            | Всего  | Мужчины | Женщины |
| ------------------- | ------ | ------- | ------- |
| Всего               | 69 716 | 34 511  | 35 205  |
| Городское население | 20 277 | 9757    | 10 520  |
| Сельское население  | 49 439 | 24 754  | 24 685  |